# Kodi Smit-McPhee
Kodi Smit-McPhee (sinh ngày 13 tháng 6 năm 1996) là một diễn viên người Úc. Anh được biết đến nhiều nhất với vai diễn The Boy trong The Road, Owen trong Let Me In, Norman Babcock trong ParaNorman, Alexander trong Dawn of the Planet of the Apes, và Nightcrawler trong phim 2016 X-Men: Apocalypse. và vai người thợ săn trẻ trong phim 2018 Alpha: Người thủ lĩnh.
Smit-McPhee sinh ra ở Adelaide, Nam Úc, con trai của Sonja Smit và Andy McPhee. Cha anh là một diễn viên và cựu đô vật chuyên nghiệp. Chị gái của anh là nữ diễn viên kiêm ca sĩ Sianoa Smit-McPhee.

## Phim tham gia

### Phim
| Năm  | Tựa                                | Vai                        | Ghi chú         |
| ---- | ---------------------------------- | -------------------------- | --------------- |
| 2005 | Stranded                           | Teddy                      | Short film      |
| 2006 | Fatal Contact: Bird Flu in America | Toby Connelly              | Television film |
| 2007 | The King                           | Young John Wesley          | Television film |
| 2007 | Romulus, My Father                 | Raimond                    |                 |
| 2009 | The Road                           | Boy                        |                 |
| 2009 | Tinytown                           | Davis                      |                 |
| 2010 | Let Me In                          | Owen                       |                 |
| 2010 | Matching Jack                      | Finn                       |                 |
| 2012 | Dead Europe                        | Josef                      |                 |
| 2012 | ParaNorman                         | Norman Babcock (voice)     |                 |
| 2013 | A Birder's Guide to Everything     | David Portnoy              |                 |
| 2013 | The Congress                       | Aaron Wright               |                 |
| 2013 | Romeo & Juliet                     | Benvolio                   |                 |
| 2014 | All the Wilderness                 | James Charm                |                 |
| 2014 | Dawn of the Planet of the Apes     | Alexander                  |                 |
| 2014 | Maya the Bee                       | Willy (voice)              |                 |
| 2014 | Young Ones                         | Jerome Holm                |                 |
| 2015 | Slow West                          | Jay Cavendish              |                 |
| 2016 | X-Men: Apocalypse                  | Kurt Wagner / Nightcrawler |                 |
| 2018 | Deadpool 2                         | Kurt Wagner / Nightcrawler | Cameo           |
| 2018 | Alpha                              | Keda                       |                 |
| 2019 | Dark Phoenix                       | Kurt Wagner / Nightcrawler | Post-production |

### Television
| Year | Title                                                        | Role                   | Ghi chú                      |
| ---- | ------------------------------------------------------------ | ---------------------- | ---------------------------- |
| 2006 | Nightmares and Dreamscapes: From the Stories of Stephen King | Brandon                | Episode: "Umney's Last Case" |
| 2006 | Nightmares and Dreamscapes: From the Stories of Stephen King | Jackson Evans          | Episode: "The Fifth Quarter" |
| 2006 | Monarch Cove                                                 | Young Jake             | 4 episodes                   |
| 2015 | Gallipoli                                                    | Thomas "Tolly" Johnson | Miniseries                   |

### Phim thương mại
| Năm  | Tựa                                                     | Vai                        | Ghi chú                                        |
| ---- | ------------------------------------------------------- | -------------------------- | ---------------------------------------------- |
| 2016 | Sky Fibre - X-Men Apocalypse - Television Advertisement | Kurt Wagner / Nightcrawler | Bối cảnh sau các sự kiện của X-Men: Apocalypse |